# Symposion (kunstmanifestatie)
Symposion is een Nederlandse nationale kunstmanifestatie voor constructivistische en concrete kunst die periodiek wordt georganiseerd in Gorinchem.

## Geschiedenis
Het ontstaan van Symposion was mede een gevolg van een bezoek in 1971 van de Gorcumse kunstenaars Ad Dekkers en Marinus Boezem aan de textielfabriek van Aage Damgaard in Jutland, Denemarken. Damgaard was naast ondernemer ook kunstliefhebber en verzamelaar en wilde kunst integreren in de werkomgeving van zijn medewerkers. Zo liet hij de Deense schilder Carl-Henning Pedersen speciaal werk maken voor zijn nieuwe fabriek in Herning. Ook Piero Manzoni droeg bij aan de ideeën van Damgaard en realiseerde in Herning zijn 'Socle du monde'. In die periode had zich in Gorinchem een groep van constructivistisch werkende kunstenaars gevormd rond Dekkers, die zijn ervaringen uit Jutland met hen deelde. Naar aanleiding daarvan wilde de groep naar Deens voorbeeld bedrijven uit Gorinchem en omgeving betrekken bij een nieuw op te zetten kunstmanifestatie en dit werd het Symposion Gorinchem. Het initiatief had ook nog een andere voorgeschiedenis. De toenmalige burgemeester van Gorinchem, L.R.J. (Ridder) van Rappard, zette zich regelmatig af tegen de moderne kunstenaars in zijn gemeente en was zeker geen voorstander van moderne kunst in de openbare ruimte. Na zijn pensionering zag de groep rond Dekkers de organisatie van het Symposion als een uitgelezen kans Nederland te laten zien wat Gorinchem te bieden had op het gebied van moderne kunst.

## Symposion 1974
In juni 1974 was het eerste Symposion een feit. De deelnemende kunstenaars van deze eerste editie waren Getulio Alviani, Marinus Boezem, Ad Dekkers, Kees Franse, Ewerdt Hilgemann, Ad de Keijzer, Kenneth Martin, Christian Megert, Francois Morellet, Lev Nusberg, Panamarenko, Uli Pohl, Karl Prantl, Zdenek Sykora, Herman de Vries en Ryszard Winiarski. De manifestatie werd geopend door kroonprinses Beatrix, duurde drie maanden en trok duizenden kunstliefhebbers uit binnen- en buitenland. Veel beelden uit deze eerste editie kregen een vaste plaats in Gorinchem, inclusief het Symposion sculptuur 1:2:3:4 van Ad Dekkers dat gezien wordt als een hoogtepunt in het constructivisme.

## Symposion 2005
Ruim dertig jaar na de eerste editie vond op initiatief van Bert van Meteren sr., die ook al betrokken was bij de eerste editie, het tweede Symposion plaats. Naast beeldende kunst was er tijdens deze editie ook ruimte voor andere kunstuitingen, zoals design, dans, literatuur, sieraden, glas, mode, muziek en theater. Symposion 2005 met als voorzitter prof. M.J.A. (Martien) de Voigt werd in juli geopend door nu koningin Beatrix. In totaal werden er gedurende 3 maanden 450 kunstwerken van 100 kunstenaars getoond, deze editie werd door ca. 80.000 bezoekers gezien.

## Tussentijds
Tussentijds vonden in Gorinchem twee verwante evenementen plaats. In 2007 werd een aantal beelden van Symposion 2005 overgedragen aan de gemeente Gorinchem. Bij die gelegenheid toonde de expositie Symposion Revisited een selectie uit het werk van een aantal deelnemers aan Symposion 2005, onder wie Henk van Bennekum, Vera Galis, Floris Meydam, Jan van Munster en Berend Strik.
In het zelfde jaar 2007 kreeg het symposion de beschikking over de kruitmagazijnen aan de Dalemwal dankzij de gemeente Gorinchem. Hier zijn sinds 2007 en tot nu toe tentoonstellingen te zien die raakvlakken hebben met alle grote tentoonstellingen sinds 2005. Diverse kunstenaars die de kans hier hebben gekregen om hun werk te laten zien, zijn ook te zien geweest in 2015
In de omgeving van Gorinchem werd in voorjaar en zomer 2010 de expositie Beelden aan de Rivieren gehouden, waarbij sculpturen van vele Nederlandse en buitenlandse kunstenaars stonden opgesteld in het landschap van de Maas, de Waal, de Merwede en de Linge.
Dit was een initiatief van de Symposion werkgroep kruitmagazijnen met hulp van de overgebleven bestuursleden van de stichting.
Alle beelden in Gorinchem stonden op het stukje wal rondom de kruitmagazijnen.
Verder was er werk te zien in fort Vuren, Woudrichem en slot Loevestein, de vestingdriehoek.

## Symposion 2015
In juni 2015 werd de derde editie van het Symposion geopend, door prinses Beatrix. In tegenstelling tot de 2005 editie lag de nadruk weer volledig op beeldende kunst. Het hoofdthema van deze editie was "De Twaalf Provinciën". In elke provincie waren door "ambassadeurs" werken van een tiental bij voorkeur abstract-geometrisch en constructivistisch werkende kunstenaars geselecteerd. Het Symposion van 1974 was een impuls voor de geometrisch abstracte en constructivistische richting in de kunst. Om de relatie met het thema voor 2015 zichtbaar te maken waren ook kunstenaars die een relatie met Symposion 1974 en 2005 hebben uitgenodigd. Ten slotte werd tijdens deze editie een hommage gebracht aan drie inmiddels overleden kunstenaars, te weten glaskunstenaar Floris Meydam, geometrisch-abstract beeldhouwer Ad Dekkers en beeldend kunstenaar Ad de Keijzer. Een deel van de kunstwerken was deze editie te zien in Leerdam en Woudrichem. Tijdens Symposion 2015 waren er in totaal 400 kunstwerken van 170 kunstenaars tentoongesteld.